# 2003 في الأردن
فيما يلي قوائم الأحداث التي وقعت خلال عام 2003 في الأردن.

## السياسة
- الملك: عبد الله الثاني بن الحسين
- ولي العهد: حمزة بن الحسين
- رئيس الوزراء:

- علي أبو الراغب حتى 22 أكتوبر2003 
- فيصل الفايز
- رئيس مجلس النواب: عبد الهادي المجالي[3]